# Classe Ciclone
La classe Ciclone fu una classe di navi avviso scorta successivamente classificate torpediniere in servizio nella Regia Marina durante la seconda guerra mondiale, derivate da un ingrandimento della precedente Classe Orsa rispetto alla quale le navi avevano più stabilità e un più pesante armamento antisommergibile.

## Costruzione
Queste navi vennero costruite durante la guerra e completate tra il 1942 e il 1943. L'Intrepido, in costruzione, non arrivò ad entrare in servizio nella Regia Marina, ma venne completato dai tedeschi che lo catturarono dopo l'armistizio dell'8 settembre e dopo averlo completato lo inquadrarono nella Kriegsmarine nelle Torpedoboote Ausland.

La torpediniera Ardito
La torpediniera Impavido

## Armamento
Tutte le unità erano dotate di ecogoniometro e anche l'armamento silurante era uguale per tutte le unità mentre il resto dell'armamento ebbe notevoli variazioni:
- Ghibli, Impavido, Impetuoso, Indomito, Monsone furono armate con 3 cannoni da 100/47 millimetro in tre impianti singoli e 8 mitragliere 20/65 Mod. 35 in 4 impianti binati.
- Aliseo, Ardente, Ciclone, Fortunale, Groppo, Tifone, Uragano ebbero 2 cannoni da 100/47 mm con il pezzo centrale sostituito da un aggiuntivo impianto binato da 20/65 Mod. 35 portando quindi il totale delle mitragliere a 10.
- Animoso, Ardito, Ardimentoso, Intrepido ebbero 2 cannoni da 100/47 mm ma con il terzo pezzo sostituito da una postazione quadrupla di mitragliere da Flakvierling da 20 mm portando quindi a 12 il numero di armi contraerei.

## Servizio

Varo della torpediniera Ardente il 27 maggio 1942.

Per cause belliche andarono perdute le torpediniere Ardente, Uragano, Monsone, Ciclone, Tifone e Groppo.
L'Ardente affondò il 12 gennaio 1943 presso Punta Barone (Sicilia) in seguito ad una collisione con il Grecale, un'unità della classe Maestrale, che nella circostanza perse la prora, mentre quasi l'intero equipaggio della torpediniera perì nella collisione.
L'Uragano affondò su una mina il 3 febbraio 1943 nel Canale di Sicilia e venne soccorso dal Saetta che venne a sua volta affondato.
Il Monsone venne affondato a Napoli il 1º marzo 1943 durante un bombardamento aereo alleato.
L'unità capoclasse Ciclone affondò, a causa di due mine, l'8 marzo 1943 nel Canale di Sicilia.
Il Tifone venne autoaffondato a Tunisi il 7 maggio 1943 dal proprio equipaggio per evitarne la cattura, dopo che il giorno prima era stato danneggiato da un bombardamento aereo e mandato ad arenarsi.
Il Groppo venne affondato a Messina il 25 maggio 1943 durante un bombardamento aereo alleato.

### Armistizio
Le torpediniere Ardito, Ghibli, Impavido, Intrepido, Impetuoso e Aliseo furono protagoniste di vicende che seguirono l'armistizio dell'8 settembre 1943.
L'Impetuoso fu tra le navi che il 9 settembre prestarono soccorso ai naufraghi della nave da battaglia Roma dopo l'affondamento, trasportandone i feriti alle Baleari, dove al momento di ripartire, nella giornata dell'11 settembre, il comandante dell'unità, la Medaglia d'oro Cigala Fulgosi, per non consegnare la nave agli alleati, secondo quelle che erano le clausole armistiziali, diede ordine di autoaffondarla. Insieme all'Impetuoso anche il comandante della torpediniera Pegaso, Riccardo Imperiali, diede l'ordine di autoaffondare la nave al suo comando.
L'Aliseo al comando del capitano di fregata Carlo Fecia di Cossato il 9 settembre 1943, fu protagonista presso Bastia, nelle acque della Corsica di una clamorosa azione, quando l'unità, circondata da dieci unità tedesche riuscì ad evitare la cattura affondandone sette e danneggiandone altre tre riuscendo poi a riparare a Palermo e poi raggiungere il resto della flotta che si era consegnata agli alleati a Malta.
L'Ardito catturato dai tedeschi nel settembre 1943 e rinominato TA 25, venne affondato il 15 giugno 1944 da una motocannoniera britannica. Il nome Ardito sarebbe stato ereditato nella Marina Militare da un cacciatorpediniere della classe Audace, andato in disarmo il 28 settembre 2006.
La torpediniera Ghibli all'armistizio, si trovava in riparazione a La Spezia e non potendo seguire il resto della flotta che diveva dirigersi a Malta e consegnarsi agli alleati secondo le clausole armistiziali, venne autoaffondata dal suo equipaggio: recuperata dai tedeschi nel settembre 1943 non venne mai riparata e venne autoaffondata dagli stessi tedeschi a La Spezia il 25 aprile 1945.
L'Impavido venne catturato dai tedeschi nel settembre 1943 e rinominato TA 23, venne affondato da una mina il 25 aprile 1944.
L'Intrepido, varato proprio il giorno dell'armistizio, venne catturato dai tedeschi nel settembre 1943, mentre era in costruzione; completato dai tedeschi venne inquadrato nelle Torpedoboote Ausland e, rinominato TA 26, venne affondato da un sommergibile inglese il 21 giugno 1944.
I nomi "Impavido" e "Intrepido" sarebbero stati ereditati nella Marina Militare da due cacciatorpediniere della classe Impavido, entrati in servizio negli anni sessanta e andati in disarmo nel 1992. Avevano, rispettivamente, il distintivo ottico D 570 e D 571.

## Cessioni ad altre marine
Oltre ad Ardito, Ghibli, Impavido ed Intrepido, altre unità della classe hanno servito sotto le bandiere di altre marine.
Insieme alla Classe Soldati, fu la classe di navi che ebbe il più alto numero di unità che servirono sotto altre bandiere, con ben cinque unità cedute ad altre marine. A sua volta anche la Classe Soldati come la Classe Ciclone ebbe due unità catturate dai tedeschi che vennero incorporate nel gruppo delle Torpedoboote Ausland della Kriegsmarine anche se nel caso della Classe Soldati le unità catturate non entrarono mai in servizio.
In seguito alle condizioni del trattato di pace nel 1949 l'Indomito e l'Aliseo dovettero essere cedute in conto riparazione danni di guerra alla Jugoslavia, e stessa sorte toccò ad Animoso, Ardimentoso e Fortunale cedute all'Unione Sovietica.

Immagini di alcune delle unità cedute in seguito al trattato di pace
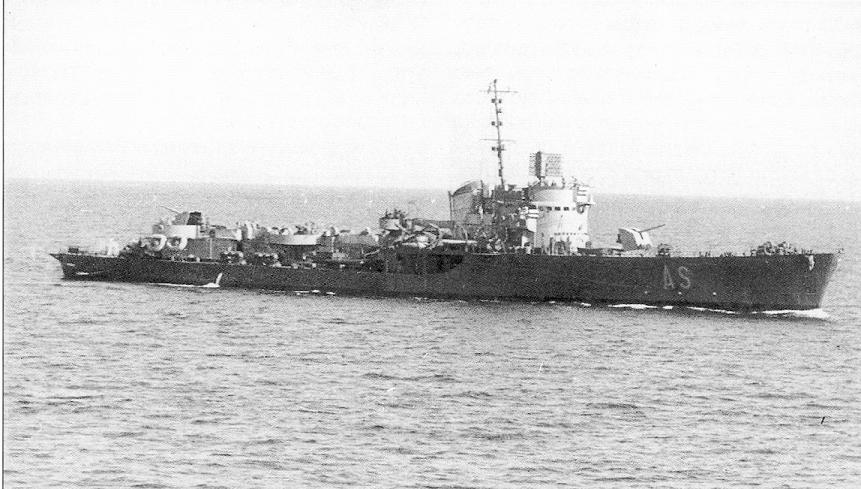
L'Aliseo nel 1945
L'Ardimentoso a Venezia nel 1945
L'Animoso in uscita da Taranto nell'immediato dopoguerra
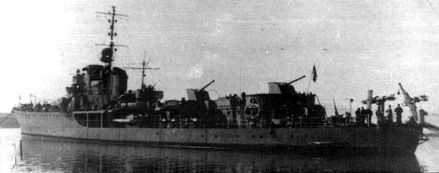
La torpediniera Fortunale nel 1947

L'Indomito e l'Aliseo, ceduti in conto riparazione danni di guerra alla Jugoslavia, vennero ribattezzati rispettivamente Biokovo e Triglav prestando servizio nella Marina Jugoslava fino al 1971.
L'Animoso venne ceduto all'Unione Sovietica il 16 marzo 1949 con la sigla Z 16.
L'Ardimentoso venne ceduto all'Unione Sovietica il 28 febbraio 1949 con la sigla Z 19.
La torpediniera Fortunale venne ceduta ai sovietici il 1º marzo 1949 con la sigla Z 17.
Le tre unità cedute alla Marina Sovietica vennero ribattezzate rispettivamente Ladnyj, Lutyj e Letnyj e, destinate a compiti addestrativi, vennero assegnate alla 78ª Brigata di addestramento.
La nave, il 30 dicembre 1954, vennero private del loro armamento e classificate navi bersaglio.
L'ex Animoso (Ladnyj), dopo essere stato classificato nave bersaglio, assunse la denominazione CL-60 e il 31 gennaio 1958 fu la prima delle tre unità ad essere radiata.
L'ex Ardimentoso (Lutyj), dopo essere stato classificato nave bersaglio, assunse la denominazione CL-61 e alla fine di aprile 1958 divenne nave caserma con la denominazione PZK-150. Il 31 ottobre 1959 la nave venne radiata ed avviata alla demolizione.
L'ex Fortunale (Letnyj), dopo essere stato classificato nave bersaglio, assunse la denominazione CL-59 e il 29 dicembre 1959 venne affondato da un missile nel corso di un'esercitazione svolta nelle acque del Mar Nero.

## Unità
| Regia Marina - classe Ciclone | Regia Marina - classe Ciclone | Regia Marina - classe Ciclone          | Regia Marina - classe Ciclone | Regia Marina - classe Ciclone | Regia Marina - classe Ciclone | Regia Marina - classe Ciclone                                           |
| Nave                          | Sigla                         | Cantiere                               | Impostazione                  | Varo                          | Consegna                      | Destino finale                                                          |
| ----------------------------- | ----------------------------- | -------------------------------------- | ----------------------------- | ----------------------------- | ----------------------------- | ----------------------------------------------------------------------- |
| Aliseo                        | AS                            | Navalmeccanica Castellammare di Stabia | 16 settembre 1941             | 20 settembre 1942             | 28 febbraio 1943              | alla Jugoslavia, il 3 maggio 1949                                       |
| Animoso                       | AM                            | Ansaldo Sestri Ponente                 | 3 aprile 1941                 | 15 aprile 1942                | 14 agosto 1942                | all’ Unione Sovietica il 16 marzo 1949, rinominato Ladnyj (Ладный)      |
| Ardente                       | AD                            | Ansaldo Sestri Ponente                 | 7 aprile 1941                 | 27 maggio 1942                | 30 settembre 1942             | affondato il 12 gennaio 1943                                            |
| Ardimentoso                   | AZ/AT                         | Ansaldo Sestri Ponente                 | 7 aprile 1941                 | 27 giugno 1942                | 14 dicembre 1942              | all’ Unione Sovietica il 28 febbraio 1949, rinominato Lutyj (Лютый)     |
| Ardito                        | AR                            | Ansaldo Sestri Ponente                 | 3 aprile 1941                 | 14 marzo 1942                 | 30 giugno 1942                | catturato dai tedeschi, venne affondato il 14 giugno 1944               |
| Ciclone                       | CI                            | CRDA Trieste                           | 9 maggio 1941                 | 1º marzo 1942                 | 21 maggio 1942                | affondato l'8 marzo 1943                                                |
| Fortunale                     | FT                            | CRDA Trieste                           | 9 maggio 1941                 | 18 aprile 1942                | 16 maggio 1942                | all’ Unione Sovietica il 1º marzo 1949, rinominato Letnyj (Лётный)      |
| Ghibli                        | GH                            | Navalmeccanica Castellammare di Stabia | 30 agosto 1942                | 28 febbraio 1943              | 24 luglio 1943                | catturata dai tedeschi ed autoaffondata a La Spezia il 25 aprile 1945   |
| Groppo                        | GP                            | Navalmeccanica Castellammare di Stabia | 18 giugno 1941                | 19 aprile 1942                | 31 agosto 1942                | affondato il 25 maggio 1943                                             |
| Impavido                      | IM                            | Riva Trigoso                           | 15 agosto 1941                | 24 febbraio 1943              | 30 aprile 1943                | catturato dai tedeschi e affondato il 25 aprile 1944                    |
| Impetuoso                     | IP                            | Riva Trigoso                           | 15 agosto 1941                | 20 aprile 1943                | 7 giugno 1943                 | Autoaffondato l’11 settembre 1943                                       |
| Indomito                      | ID                            | Riva Trigoso                           | 10 gennaio 1942               | 6 luglio 1943                 | 4 agosto 1943                 | alla Jugoslavia il 24 aprile 1949                                       |
| Intrepido                     | IT                            | Riva Trigoso                           | 31 gennaio 1942               | 8 settembre 1943              | 16 gennaio 1944               | catturato dai tedeschi nel settembre 1943 e affondato il 21 giugno 1944 |
| Monsone                       | MS                            | Navalmeccanica Castellammare di Stabia | 18 giugno 1941                | 7 giugno 1942                 | 28 novembre 1942              | affondato il 1º marzo 1943                                              |
| Tifone                        | TF                            | CRDA Trieste                           | 17 giugno 1941                | 31 marzo 1942                 | 11 luglio 1942                | autoaffondato a Tunisi il 7 maggio 1943                                 |
| Uragano                       | UR                            | CRDA Trieste                           | 17 giugno 1941                | 3 maggio 1942                 | 26 settembre 1942             | affondato il 3 febbraio 1943 nel Canale di Sicilia                      |